# غافين كينغ
غافين كينغ (بالإنجليزية: Gavin King)‏ هو صحفي وسياسي أسترالي، ولد في 17 مارس 1979. نشط حزبياً في الحزب الوطني الليبرالي في كوينزلاند. وقد انتخب عضو المجلس التشريعي ولاية كوينزلاند عن دائرة كيرنز ‏.